# Edward Skorek
Edward Skorek (ur. 13 czerwca 1943 w Tomaszowie Mazowieckim) – polski siatkarz grający na pozycji atakującego, trener.

## Życiorys
Absolwent II Liceum Ogólnokształcącego im S.Żeromskiego w Tomaszowie Mazowieckim (1963) i warszawskiej AWF (1968) Mistrz świata i mistrz olimpijski.W 2006 roku nominowany do Galerii Sław „Volleyball Hall of Fame”.

## Kariera sportowa
Zawodnik (192 cm / 84 kg) Lechii Tomaszów Mazowiecki, AZS-AWF Warszawa i stołecznej Legii (łącznie 1963/64–1974/75). Przed sezonem 1975/76 wyjechał do Włoch.
Czterokrotny mistrz Polski: w barwach AZS AWF Warszawa (1965, 1966) i Legii (1969, 1970), dwukrotny wicemistrz – 1967 (AZS AWF Warszawa) i 1971 (Legia Warszawa) oraz dwukrotny brązowy medalista MP z Legią (1968, 1973).
284-krotny reprezentant Polski (1964–1976), zwany przez kolegów „Szablą”.
Trzykrotny olimpijczyk (Meksyk 1968, Monachium 1972 i Montreal 1976).
Był kapitanem drużyny, która w Meksyku w 1974 zdobyła mistrzostwo świata, oraz na igrzyskach olimpijskich w Montrealu w 1976 – mistrzostwo olimpijskie.
Brązowy medalista ME 1967, dwukrotny uczestnik Pucharu Świata: 1965 Łódź (2. miejsce) i 1973 Praga (2. miejsce).

## Kariera trenerska
W 1976 przestał grać w reprezentacji, grał w lidze włoskiej i jako grający trener zdobył z klubem Panini Modena mistrzostwo Włoch, a w kolejnych latach był m.in. trenerem: polskiej męskiej kadry narodowej (1990–1991) oraz Kuwejtu.
W kraju prowadził AZS Yawal Częstochowa (mistrzostwo Polski w sezonie 1992/93) i Warkę Czarnych Radom (puchar PZPS 1999).
W latach 2003–2006 był pierwszym trenerem Pamapolu AZS-u Częstochowa; zdobył z tym zespołem srebro i dwa brązowe medale.
W 2007 trener AZS Politechnika Warszawska.

## Nagrody i odznaczenia
Zasłużony Mistrz Sportu, odznaczony m.in. trzykrotnie złotym Medalem za Wybitne Osiągnięcia Sportowe i Krzyżem Oficerskim Orderu Odrodzenia Polski (1998).
Dwukrotnie był w „dziesiątce” Plebiscytu Przeglądu Sportowego: 1974 – 10. miejsce oraz 1976 – 7. miejsce.
10 lipca 2021 wicepremier Jarosław Gowin podczas 18. Memoriału Huberta Jerzego Wagnera wręczył kadrowiczom drużyny Huberta Wagnera Medal 100-lecia Odzyskania Niepodległości

## Polityka
W wyborach do Parlamentu Europejskiego w 2004 był kandydatem Inicjatywy dla Polski, która nie osiągnęła progu wyborczego.